# Anita Goldman
Ruth Anita Goldman, född 8 maj 1953 i Göteborg, är en svensk författare och journalist. Hon har publicerat en lång rad skönlitterära verk, men även saklitteratur. Hon var under flera års tid kolumnist i Aftonbladet och medverkar med kulturjournalistik i Dagens Nyheter.

## Biografi
Tidigt 70-tal flyttade Goldman till Stockholm, då hon blev antagen till och gick på  journalisthögskolan i Stockholm som den yngsta eleven någonsin. Efter examen åkte hon till USA, där hon blev medlem i den internationellt kända teatergruppen The Living Theatre. Hon deltog i stora teaterexperiment i USA, innan ensemblen mot 70-talets slut turnerade i Europa, främst Spanien, Frankrike och Belgien. 1978 debuterade Goldman som författare med romanen Allt genast!, som skildrade tiden i Living Theatre.
Goldman var bosatt i Israel under åren 1980–1997 och efter det i Stockholm samt sedan 2016 på Österlen i Skåne. Hon var under åren 1982–1998 gift med professor  Moshe Amirav,  fredsaktivist och expert på Jerusalems roll i Palestina–Israel-konflikten. Han var offentligt mycket känd i Israel för sina hemliga möten med Yassir Arafat på 1980-talet.
Goldman har i sitt författarskap fokuserat på kvinnors, och särskilt mödrars, roll i historien och religionen. Våra bibliska mödrar (1988) fick stor uppmärksamhet då den tolkade den bibliska historien på ett helt nytt sätt, och boken  har använts av flera generationer Bibel-studerande och intresserade av de historiska rötterna till kvinnans ställning. Samtidigt utkom romanen Den sista kvinnan från Ur som bygger på analysen i ”Våra bibliska mödrar” och skildrar  den bibliska Saras liv. Sedan boken Guds älskarinnor 2005 har Goldmans författarskap präglats av en uttalad andlig och civilisationskritisk inriktning.    
På senare år har hon förutom böcker även producerat och spelat i teaterföreställningar med bland andra skådespelerskan Marika Lagercrantz, senast  en föreställning på Östgötateatern om den tyska poeten Else Lasker-Schüler, Det Blå Pianot. 
Goldman bedriver sedan många år verksamhet som skrivarguide, numera framför allt i sitt hem Stjärnegården på Österlen.    

### Familj
Anita Goldman är mor till Nathanel Goldman och Ariella  Matalon samt syster till Marianne Goldman.

## Priser och utmärkelser
- 1999 – Årets väckarklocka, Elin Wägner-sällskapet
- 2001 – Svenska freds- och skiljedomsföreningens fredspris
- 2001 – Axel Liffner-stipendiet
- 2002 – Hederspris (inom litteratur), Stockholms Stad
- 2006 – Samfundet De Nios Särskilda pris
- 2009 – Albert Bonniers stipendium för ett nytt verk av litterär betydelse.[3] Klas Östergren, prismotivering till Albert Bonniersstipendiet 2009
- 2009 – Moa Martinson-stipendiet (Moa-priset), ett litterärt pris på 20 000 svenska kronor som årligen utdelas av Arbetarnas bildningsförbund (ABF) och Moas vänner till en förtjänt person som skriver i Moa Martinsons anda
- 2018 – Gun och Olof Engqvists stipendium,  Svenska Akademiens stipendium i syfte att ”stödja litterär verksamhet inbegripet kulturjournalistik”
- 2020 – Hedersdoktor vid teologiska fakulteten, Lunds Universitet
- 2022 – Svenska läkare mot kärnvapens anti-atombombsdiplom
- 2024 – Frihetspennan, Stiftelsen Torgny Segerstedts minne